# Saison NBA 1981-1982
Navigation
Saison 1980-1981 Saison 1982-1983
La saison NBA 1981-1982 est la 33e saison de la NBA (la 36e en comptant les trois saisons de BAA). Les Los Angeles Lakers remportent le titre NBA en battant en Finale les Philadelphia 76ers 4 victoires à 2.

## Faits notables
- Le All-Star Game 1982 s'est déroulé à la Brendan Byrne Arena à East Rutherford, New Jersey où les All-Star de l'Est ont battu les All-Star de l'Ouest 120-118. Larry Bird (Celtics de Boston) a été élu Most Valuable Player.
- Magic Johnson remporte son deuxième trophée de MVP des Finales à 23 ans; il devient également le premier joueur à remporter deux titres consécutifs de meilleur intercepteur NBA.
- 4e titre de meilleur marqueur NBA pour George Gervin qui devient à cette époque le 2e joueur le plus titrés dans cette catégorie derrière Wilt Chamberlain.

## Classements de la saison régulière
| Champion de division | Qualifié pour les playoffs | Non qualifié pour les playoffs |

### Par division
| Division Atlantique   | V  | D  | PCT  | GB |
| --------------------- | -- | -- | ---- | -- |
| Celtics de Boston     | 63 | 19 | 76.8 | -  |
| 76ers de Philadelphie | 58 | 24 | 70.7 | 5  |
| Nets du New Jersey    | 44 | 38 | 53.7 | 19 |
| Bullets de Washington | 43 | 39 | 52.4 | 20 |
| Knicks de New York    | 33 | 49 | 40.2 | 30 |

| Division Centrale      | V  | D  | PCT  | GB |
| ---------------------- | -- | -- | ---- | -- |
| Bucks de Milwaukee     | 55 | 27 | 67.1 | -  |
| Hawks d'Atlanta        | 42 | 40 | 51.2 | 13 |
| Pistons de Détroit     | 39 | 43 | 47.6 | 16 |
| Pacers de l'Indiana    | 35 | 47 | 42.7 | 20 |
| Bulls de Chicago       | 34 | 48 | 41.5 | 21 |
| Cavaliers de Cleveland | 15 | 67 | 18.3 | 40 |

| Division Midwest     | V  | D  | PCT  | GB |
| -------------------- | -- | -- | ---- | -- |
| Spurs de San Antonio | 48 | 34 | 58.5 | -  |
| Nuggets de Denver    | 46 | 36 | 56.1 | 2  |
| Rockets de Houston   | 46 | 36 | 56.1 | 2  |
| Kings de Kansas City | 30 | 52 | 36.6 | 18 |
| Mavericks de Dallas  | 28 | 54 | 34.1 | 20 |
| Jazz de l'Utah       | 25 | 57 | 30.5 | 23 |

| Division Pacifique        | V  | D  | PCT  | GB |
| ------------------------- | -- | -- | ---- | -- |
| Lakers de Los AngelesC    | 57 | 25 | 69.5 | -  |
| SuperSonics de Seattle    | 52 | 30 | 63.4 | 5  |
| Suns de Phoenix           | 46 | 36 | 56.1 | 11 |
| Warriors de Golden State  | 45 | 37 | 54.9 | 12 |
| Trail Blazers de Portland | 42 | 40 | 51.2 | 15 |
| Clippers de San Diego     | 17 | 65 | 20.7 | 40 |

### Par conférence
| Conférence Est | Conférence Est         | Conférence Est | Conférence Est | Conférence Est |
| No             | Franchise              | Vic.           | Déf.           | PCT            |
| -------------- | ---------------------- | -------------- | -------------- | -------------- |
| 1              | Celtics de Boston      | 63             | 19             | 76.8           |
| 2              | Bucks de Milwaukee     | 55             | 27             | 67.1           |
| 3              | 76ers de Philadelphie  | 58             | 24             | 70.7           |
| 4              | Nets du New Jersey     | 44             | 38             | 53.7           |
| 5              | Bullets de Washington  | 43             | 39             | 52.4           |
| 6              | Hawks d'Atlanta        | 42             | 40             | 51.2           |
|                |                        |                |                |                |
| 7              | Pistons de Détroit     | 39             | 43             | 47.6           |
| 8              | Pacers de l'Indiana    | 35             | 47             | 42.7           |
| 9              | Bulls de Chicago       | 34             | 48             | 41.5           |
| 10             | Knicks de New York     | 33             | 49             | 40.2           |
| 11             | Cavaliers de Cleveland | 15             | 67             | 18.3           |

| Conférence Ouest | Conférence Ouest          | Conférence Ouest | Conférence Ouest | Conférence Ouest |
| No               | Franchise                 | Vic.             | Déf.             | PCT              |
| ---------------- | ------------------------- | ---------------- | ---------------- | ---------------- |
| 1                | Lakers de Los AngelesC    | 57               | 25               | 69.5             |
| 2                | Spurs de San Antonio      | 48               | 34               | 58.5             |
| 3                | SuperSonics de Seattle    | 52               | 30               | 63.4             |
| 4                | Nuggets de Denver         | 46               | 36               | 56.1             |
| 5                | Suns de Phoenix           | 46               | 36               | 56.1             |
| 6                | Rockets de Houston        | 46               | 36               | 56.1             |
|                  |                           |                  |                  |                  |
| 7                | Warriors de Golden State  | 45               | 37               | 54.9             |
| 8                | Trail Blazers de Portland | 42               | 40               | 51.2             |
| 9                | Kings de Kansas City      | 30               | 52               | 36.6             |
| 10               | Mavericks de Dallas       | 28               | 54               | 34.1             |
| 11               | Jazz de l'Utah            | 25               | 57               | 30.5             |
| 12               | Clippers de San Diego     | 17               | 65               | 20.7             |

C - Champions NBA

## Playoffs
|  | 1er tour         | 1er tour              | 1er tour               |                       |                        | Demi-finales de Conférence | Demi-finales de Conférence | Demi-finales de Conférence |   |  | Finales de Conférence | Finales de Conférence | Finales de Conférence |   |  | Finales NBA | Finales NBA | Finales NBA |
|  |                  |                       |                        |                       |                        |                            |                            |                            |   |  |                       |                       |                       |   |  |             |             |             |
|  | 4                | Nuggets de Denver     | 1                      |                       |                        |                            |                            |                            |   |  |                       |                       |                       |   |  |             |             |             |
|  | 5                | Suns de Phoenix       | 2                      |                       |                        |                            |                            |                            |   |  |                       |                       |                       |   |  |             |             |             |
|  | 5                | Suns de Phoenix       | 2                      |                       | 1                      | Lakers de Los Angeles      | 4                          |                            |   |  |                       |                       |                       |   |  |             |             |             |
|  |                  |                       |                        |                       | 1                      | Lakers de Los Angeles      | 4                          |                            |   |  |                       |                       |                       |   |  |             |             |             |
|  |                  |                       | 5                      | Suns de Phoenix       | 0                      |                            |                            |                            |   |  |                       |                       |                       |   |  |             |             |             |
|  |                  |                       | 5                      | Suns de Phoenix       | 0                      |                            |                            |                            |   |  |                       |                       |                       |   |  |             |             |             |
|  |                  |                       |                        |                       |                        |                            |                            |                            |   |  |                       |                       |                       |   |  |             |             |             |
|  |                  |                       |                        |                       |                        |                            |                            |                            |   |  |                       |                       |                       |   |  |             |             |             |
|  |                  |                       |                        |                       |                        |                            | 1                          | Lakers de Los Angeles      | 4 |  |                       |                       |                       |   |  |             |             |             |
|  | Conférence Ouest |                       |                        |                       |                        |                            | 1                          | Lakers de Los Angeles      | 4 |  |                       |                       |                       |   |  |             |             |             |
|  |                  | 2                     | Spurs de San Antonio   | 0                     |                        |                            |                            |                            |   |  |                       |                       |                       |   |  |             |             |             |
|  | 3                | 2                     | Spurs de San Antonio   | 0                     | SuperSonics de Seattle | 2                          |                            |                            |   |  |                       |                       |                       |   |  |             |             |             |
|  | 3                |                       |                        |                       | SuperSonics de Seattle | 2                          |                            |                            |   |  |                       |                       |                       |   |  |             |             |             |
|  | 6                | Rockets de Houston    | 1                      |                       |                        |                            |                            |                            |   |  |                       |                       |                       |   |  |             |             |             |
|  | 6                | Rockets de Houston    | 1                      |                       | 3                      | SuperSonics de Seattle     | 1                          |                            |   |  |                       |                       |                       |   |  |             |             |             |
|  |                  |                       |                        |                       | 3                      | SuperSonics de Seattle     | 1                          |                            |   |  |                       |                       |                       |   |  |             |             |             |
|  |                  |                       | 2                      | Spurs de San Antonio  | 4                      |                            |                            |                            |   |  |                       |                       |                       |   |  |             |             |             |
|  |                  |                       | 2                      | Spurs de San Antonio  | 4                      |                            |                            |                            |   |  |                       |                       |                       |   |  |             |             |             |
|  |                  |                       |                        |                       |                        |                            |                            |                            |   |  |                       |                       |                       |   |  |             |             |             |
|  |                  |                       |                        |                       |                        |                            |                            |                            |   |  |                       |                       |                       |   |  |             |             |             |
|  |                  |                       |                        |                       |                        |                            |                            |                            |   |  |                       | O1                    | Lakers de Los Angeles | 4 |  |             |             |             |
|  |                  |                       |                        |                       |                        |                            |                            |                            |   |  |                       |                       |                       |   |  |             |             |             |
|  |                  | E3                    | Sixers de Philadelphie | 2                     |                        |                            |                            |                            |   |  |                       |                       |                       |   |  |             |             |             |
|  | 4                | E3                    | Sixers de Philadelphie | 2                     | Nets du New Jersey     | 0                          |                            |                            |   |  |                       |                       |                       |   |  |             |             |             |
|  | 4                |                       |                        |                       | Nets du New Jersey     | 0                          |                            |                            |   |  |                       |                       |                       |   |  |             |             |             |
|  | 5                | Bullets de Washington | 2                      |                       |                        |                            |                            |                            |   |  |                       |                       |                       |   |  |             |             |             |
|  | 5                | Bullets de Washington | 2                      |                       | 1                      | Celtics de Boston          | 4                          |                            |   |  |                       |                       |                       |   |  |             |             |             |
|  |                  |                       |                        |                       | 1                      | Celtics de Boston          | 4                          |                            |   |  |                       |                       |                       |   |  |             |             |             |
|  |                  |                       | 5                      | Bullets de Washington | 1                      |                            |                            |                            |   |  |                       |                       |                       |   |  |             |             |             |
|  |                  |                       | 5                      | Bullets de Washington | 1                      |                            |                            |                            |   |  |                       |                       |                       |   |  |             |             |             |
|  |                  |                       |                        |                       |                        |                            |                            |                            |   |  |                       |                       |                       |   |  |             |             |             |
|  |                  |                       |                        |                       |                        |                            |                            |                            |   |  |                       |                       |                       |   |  |             |             |             |
|  |                  |                       |                        |                       |                        |                            | 1                          | Celtics de Boston          | 3 |  |                       |                       |                       |   |  |             |             |             |
|  | Conférence Est   |                       |                        |                       |                        |                            | 1                          | Celtics de Boston          | 3 |  |                       |                       |                       |   |  |             |             |             |
|  |                  | 3                     | 76ers de Philadelphie  | 4                     |                        |                            |                            |                            |   |  |                       |                       |                       |   |  |             |             |             |
|  | 3                | 3                     | 76ers de Philadelphie  | 4                     | 76ers de Philadelphie  | 2                          |                            |                            |   |  |                       |                       |                       |   |  |             |             |             |
|  | 3                |                       |                        |                       | 76ers de Philadelphie  | 2                          |                            |                            |   |  |                       |                       |                       |   |  |             |             |             |
|  | 6                | Hawks d'Atlanta       | 0                      |                       |                        |                            |                            |                            |   |  |                       |                       |                       |   |  |             |             |             |
|  | 6                | Hawks d'Atlanta       | 0                      |                       | 3                      | 76ers de Philadelphie      | 4                          |                            |   |  |                       |                       |                       |   |  |             |             |             |
|  |                  |                       |                        |                       | 3                      | 76ers de Philadelphie      | 4                          |                            |   |  |                       |                       |                       |   |  |             |             |             |
|  |                  |                       | 2                      | Bucks de Milwaukee    | 2                      |                            |                            |                            |   |  |                       |                       |                       |   |  |             |             |             |
|  |                  |                       | 2                      | Bucks de Milwaukee    | 2                      |                            |                            |                            |   |  |                       |                       |                       |   |  |             |             |             |
|  |                  |                       |                        |                       |                        |                            |                            |                            |   |  |                       |                       |                       |   |  |             |             |             |

## Conférence Ouest

### Premier tour
(3) Seattle Supersonics contre (6) Houston Rockets

Les Supersonics remportent la série 2-1
- Game 1 @ Seattle: Seattle 102, Houston 87
- Game 2 @ Houston: Houston 91, Seattle 70
- Game 3 @ Seattle: Seattle 104, Houston 83

(4) Denver Nuggets contre (5) Phoenix Suns

Les Suns remportent la série 2-1
- Game 1 @ Denver: Denver 129, Phoenix 113
- Game 2 @ Phoenix: Phoenix 126, Denver 110
- Game 3 @ Denver: Phoenix 124, Denver 119

### Demi-finales de Conférence
(1) Los Angeles Lakers contre (5) Phoenix Suns

Les Lakers remportent la série 4-0
- Game 1 @ Los Angeles: Los Angeles 115, Phoenix 96
- Game 2 @ Los Angeles: Los Angeles 117, Phoenix 98
- Game 3 @ Phoenix: Los Angeles 114, Phoenix 106
- Game 4 @ Phoenix: Los Angeles 112, Phoenix 107

(2) San Antonio Spurs contre (3) Seattle Supersonics

Les Spurs remportent la série 4-1
- Game 1 @ Seattle: San Antonio 95, Seattle 93
- Game 2 @ Seattle: Seattle 114, San Antonio 99
- Game 3 @ San Antonio: San Antonio 99, Seattle 97
- Game 4 @ San Antonio: San Antonio 115, Seattle 113
- Game 5 @ Seattle: San Antonio 109, Seattle 103

### Finale de Conférence
(1) Los Angeles Lakers contre (2) San Antonio Spurs

Les Lakers remportent la série 4-0
- Game 1 @ Los Angeles: Los Angeles 128, San Antonio 117
- Game 2 @ Los Angeles: Los Angeles 110, San Antonio 101
- Game 3 @ San Antonio: Los Angeles 118, San Antonio 108
- Game 4 @ San Antonio: Los Angeles 128, San Antonio 123

## Conférence Est

### Premier Tour
(3) Philadelphia 76ers contre (6) Hawks d'Atlanta

Les 76ers remportent la série 2-0
- Game 1 @ Philadelphia: Philadelphia 111, Atlanta 76
- Game 2 @ Atlanta: Philadelphia 98, Atlanta 95

(4) New Jersey Nets contre (5) Washington Bullets

Les Bullets remportent la série 2-0
- Game 1 @ New Jersey: Washington 96, New Jersey 83
- Game 2 @ Washington: Washington 103, New Jersey 92

### Demi-finales de Conférence
(1) Celtics de Boston contre (5) Washington Bullets

Les Celtics remportent la série 4-1
- Game 1 @ Boston: Boston 109, Washington 91
- Game 2 @ Boston: Washington 103, Boston 102
- Game 3 @ Washington: Boston 92, Washington 83
- Game 4 @ Washington: Boston 103, Washington 99
- Game 5 @ Boston: Boston 131, Washington 126

(2) Milwaukee Bucks contre (3) Philadelphia 76ers

Les 76ers remportent la série 4-2
- Game 1 @ Philadelphia: Philadelphia 125, Milwaukee 122
- Game 2 @ Philadelphia: Philadelphia 120, Milwaukee 108
- Game 3 @ Milwaukee: Milwaukee 92, Philadelphia 91
- Game 4 @ Milwaukee: Philadelphia 100, Milwaukee 93
- Game 5 @ Philadelphia: Milwaukee 110, Philadelphia 98
- Game 6 @ Milwaukee: Philadelphia 102, Milwaukee 90

### Finale de Conférence
(1) Celtics de Boston contre (3) Philadelphia 76ers

Les 76ers remportent la série 4-3
- Game 1 @ Boston: Boston 121, Philadelphia 81
- Game 2 @ Boston: Philadelphia 121, Boston 113
- Game 3 @ Philadelphia: Philadelphia 99, Boston 97
- Game 4 @ Philadelphia: Philadelphia 119, Boston 94
- Game 5 @ Boston: Boston 114, Philadelphia 85
- Game 6 @ Philadelphia: Boston 88, Philadelphia 75
- Game 7 @ Boston: Philadelphia 120, Boston 106

### Finales NBA
(O1) Los Angeles Lakers contre (E3) Philadelphia 76ers

Les Lakers remportent la série 4-2
- Game 1 @ Philadelphia: Los Angeles 124, Philadelphia 117
- Game 2 @ Philadelphia: Philadelphia 110, Los Angeles 94
- Game 3 @ Los Angeles: Los Angeles 129, Philadelphia 108
- Game 4 @ Los Angeles: Los Angeles 111, Philadelphia 101
- Game 5 @ Philadelphia: Philadelphia 135, Los Angeles 102
- Game 6 @ Los Angeles: Los Angeles 114, Philadelphia 104

Bien que les Lakers n'aient pas l'avantage du terrain, ils remportent le titre de champion NBA. Ils remportent le match 1 à Philadelphie et gagnent ensuite chaque match à domicile lors de la série. Les Lakers remportent cette série en 6 rencontres.

## Leaders de la saison régulière
| Catégorie                  | Joueur         | Équipe             | Statistique |
| -------------------------- | -------------- | ------------------ | ----------- |
| Points par match           | George Gervin  | San Antonio Spurs  | 32.3        |
| Rebonds par match          | Moses Malone   | Houston Rockets    | 14.7        |
| Passes décisives par match | Johnny Moore   | San Antonio Spurs  | 9.6         |
| Interceptions par match    | Magic Johnson  | Los Angeles Lakers | 2.7         |
| Contres par match          | George Johnson | San Antonio Spurs  | 3.1         |
| % aux tirs                 | Artis Gilmore  | Chicago Bulls      | 65.2        |
| % aux lancers-francs       | Kyle Macy      | Phoenix Suns       | 89.9        |
| % à 3-points               | Campy Russell  | Knicks de New York | 43.9        |

## Récompenses individuelles
- Most Valuable Player : Moses Malone, Houston Rockets
- Rookie of the Year : Buck Williams, New Jersey Nets
- Coach of the Year : Gene Shue, Washington Bullets
- Executive of the Year : Bob Ferry, Washington Bullets
- J.Walter Kennedy Sportsmanship Award : Kent Benson, Detroit Pistons

- All-NBA First Team :
  - Larry Bird, Celtics de Boston
  - George Gervin, San Antonio Spurs
  - Julius Erving, Philadelphia 76ers
  - Moses Malone, Houston Rockets
  - Gus Williams, Seattle SuperSonics

- All-NBA Second Team :
  - Alex English, Denver Nuggets
  - Bernard King, Golden State Warriors
  - Robert Parish, Celtics de Boston
  - Magic Johnson, Los Angeles Lakers
  - Sidney Moncrief, Milwaukee Bucks

- NBA All-Rookie Team :
  - Buck Williams, New Jersey Nets
  - Jay Vincent, Dallas Mavericks
  - Kelly Tripucka, Detroit Pistons
  - Isiah Thomas, Detroit Pistons
  - Jeff Ruland, Washington Bullets

- NBA All-Defensive First Team :
  - Bobby Jones, Philadelphia 76ers
  - Dan Roundfield, Hawks d'Atlanta
  - Caldwell Jones, Philadelphia 76ers
  - Michael Cooper, Los Angeles Lakers
  - Dennis Johnson, Phoenix Suns

- NBA All-Defensive Second Team :
  - Larry Bird, Celtics de Boston
  - Lonnie Shelton, Seattle SuperSonics
  - Jack Sikma, Seattle SuperSonics
  - Quinn Buckner, Milwaukee Bucks
  - Sidney Moncrief, Milwaukee Bucks

- MVP des Finales : Magic Johnson, Los Angeles Lakers